# Olof Isak Heurgren
Olof Isak Heurgren, född 5 juni 1849 i Lund, död 1931, var en svensk präst.
Heurgren blev student vid Lunds universitet 1869, avlade teoretisk teologisk och praktisk teologisk examen 1882 samt blev teologie kandidat 1883. Han blev kyrkoadjunkt  i Malmö S:t Petri församling 1886, predikant vid arbetsinrättningen i Malmö 1889, kyrkoherde i Örkeneds församling 1890, i Källs-Nöbbelövs församling 1897 samt kontraktsprost 1903. 
Heurgren utgav bland annat  Skriftermålet: Nödvändig beredelse till Herrens heliga nattvard (1926).